# Brookfield (thị trấn), Wisconsin
Brookfield là một thị trấn thuộc quận Waukesha, tiểu bang Wisconsin, Hoa Kỳ. Năm 2010, dân số của thị trấn này là 5.549 người.